# Sant Josep de l'Aldea
Sant Josep de l'Aldea és una església de l'Aldea (Baix Ebre) inclosa a l'Inventari del Patrimoni Arquitectònic de Catalunya.

## Descripció
L'edifici de l'església es troba al mig d'una illa de cases, pel que només és visible la façana frontal. La façana té un voladís aguantat per dues bigues disposades verticalment. Al costat dret s'hi troba un campanar format per quatre bigues. Per sobre del voladís queda un espai recte de perfil el·líptic sobre el qual hi ha una creu feta en gelosia. S'hi pot accedir a través de tres portes, la del mig més alta i ampla que les laterals. L'interior és de planta el·líptica trencada als extrems. La coberta és de volta el·líptica, decorada en obra vista.